# Asmik Grigorian

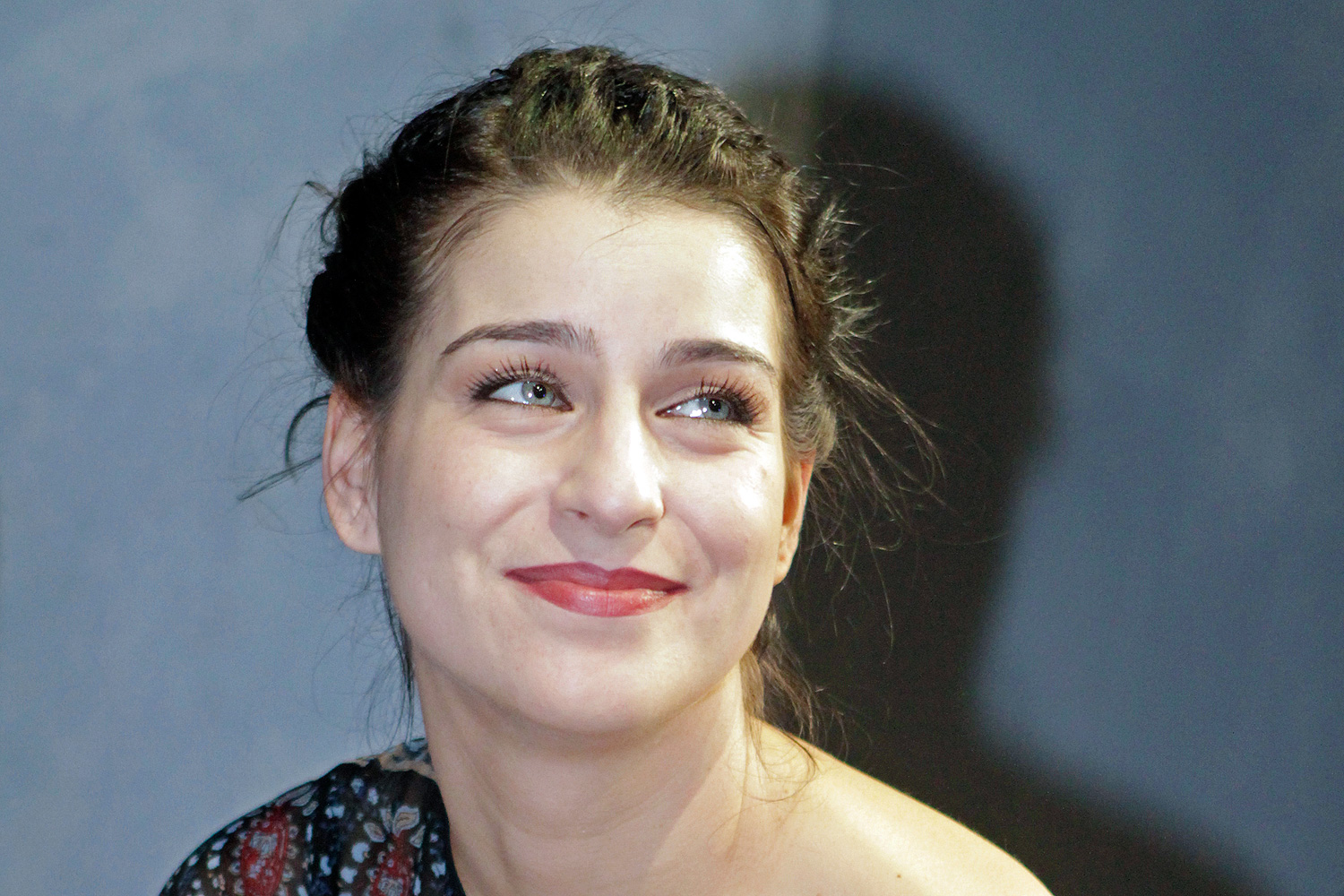
Asmik Grigorian (2010)

Asmik Grigorian (* 12. Mai 1981 in Vilnius, Litauische SSR, Sowjetunion) ist eine litauische Opernsängerin (Sopran).

## Leben
Asmik Grigorian studierte Klavier und Chordirigieren an der Nationalen Mikalojus-Konstantinas-Čiurlionis-Kunstschule in Vilnius und legte dort 1999 ihr Abitur ab. Von September 1999 bis 2003 absolvierte sie ein Bachelorstudium und bis 2006 ein Masterstudium im Fach Gesang an der Litauischen Akademie für Musik und Theater in ihrer Heimatstadt Vilnius. 2004 gab sie in Batumi (Georgien) ihr Bühnendebüt als Desdemona in Verdis Otello und trat 2005 erstmals am Litauischen Nationaltheater für Oper und Ballett als Violetta in Verdis La traviata auf. Es folgten Engagements an der Lettischen Nationaloper, wiederum als Violetta, als Donna Elvira in Mozarts Don Giovanni und beim Opernfestival Riga 2010 in allen drei weiblichen Hauptrollen (Giorgetta, Suor Angelica und Lauretta) in Puccinis Il trittico. 2015 stellte sie an der Lettischen Nationaloper die Titelrolle in Puccinis Manon Lescaut sowie an der Oper Vilnius die Leonora in Verdis Il trovatore dar.
Seit 2011 wurde Asmik Grigorian auch häufiger außerhalb der baltischen Staaten engagiert. Den Auftakt des internationalen Wirkens machten Festivalauftritte als Micaëla in Bizets Carmen bei Les Soirées Lyriques de Sanxay (2011) und als Nedda in Leoncavallos Pagliacci beim Szeged Open-Air Festival (2012). Am Mariinski-Theater St. Petersburg debütierte sie 2012 mit den drei Hauptrollen in Puccinis Il trittico und trat in den folgenden Jahren als Lisa in Tschaikowskis Pique Dame sowie als Desdemona in Verdis Otello auf. An der Flämischen Oper Gent gab sie die Rachel in Halévys La Juive (2015), an der Königlichen Oper in Stockholm die Titelrolle von Umberto Giordanos Oper Fedora (2016) und am Theater Basel die Polina in Prokofjews Der Spieler (2018).
Im deutschsprachigen Raum fand sie Aufmerksamkeit als Hauptdarstellerin in Opern von Tschaikowski: als Maria in Mazeppa an der Komischen Oper Berlin (2013), wo sie später auch als Tatjana in Eugen Onegin auftrat, und als Nastasja in Die Zauberin am Theater an der Wien (2014). Am Hessischen Staatstheater Wiesbaden stellte sie 2016 erstmals die Judit in Herzog Blaubarts Burg von Béla Bartók dar. Ihr Debüt bei den Salzburger Festspielen gab sie 2017 als Marie in Alban Bergs Wozzeck und fand damit Beachtung bei den Rezensenten. 2018 konnte sie ebenda mit ihrer gesanglichen und darstellerischen Leistung in der Titelrolle von Salome von Richard Strauss Kritik und Publikum gleichermaßen überzeugen, diesen inzwischen auch mit zwei Preisen gewürdigten Erfolg im Jahr 2019 wiederholen und im Jahr 2020 als Chrysothemis in Elektra daran anknüpfen.
Weitere Gastspiele führten sie 2018 an das Gran Teatre del Liceu Barcelona als Tamara in Anton Rubinsteins Der Dämon. Ihre Hausdebüts an der Mailänder Scala als Marietta in Korngolds Die tote Stadt und an der Wiener Staatsoper als Cio-Cio-San in Puccinis Madama Butterfly gab sie 2019 und 2020. Am Teatro Real in Madrid stellte sie sich 2020 in der Titelrolle von Rusalka vor. 2021 debütierte sie bei den Bayreuther Festspielen als Senta in der Neuinszenierung von Der Fliegende Holländer und am Londoner Royal Opera House in der Titrelrolle von Jenůfa. Bei einem Konzert zum 30. Jubiläum der Unabhängigkeit Armeniens und zum Gedenken an ihren Vater Gegham Grigorjan im Litauischen Nationaltheater für Oper und Ballett in Vilnius sang sie 2020 zum ersten Mal unter dem Dirigat ihres Bruders Warlam Grigorjan.
2022 stellte sie Salome am Bolschoi-Theater dar und wirkte bei den Salzburger Festspielen in allen drei weiblichen Hauptrollen in Puccinis Il trittico mit. Im Konzertbereich trat sie im Rahmen der Gala der AIDS-Stiftung an der Deutschen Oper Berlin und als Marie in Drei Bruchstücke aus Wozzeck am Teatro del Maggio und in der Elbphilharmonie auf. An der Wiener Staatsoper sang sie die Titelrolle in Manon Lescaut.
In der Saison 2022/23 sang sie die Titelrolle in Rusalka beim Dvořák-Festival in Prag und am Royal Opera House und war als Jenůfa an der Wiener Staatsoper zu hören. Außerdem gab sie ihr Japan-Debüt in der Titelrolle der Salome mit dem Tokyo Symphony Orchestra. Bei den Salzburger Festspielen gab sie ihr Rollendebüt als Lady Macbeth in Verdis Macbeth. Ihre Saison 2023/24 begann mit Madama Butterfly in der Arena di Verona, in dieser Spielzeit sang sie außerdem die Titelpartie in Turandot in Wien.
Sie ist die offizielle Botschafterin für die Wohltätigkeitsorganisation Rimantas Kaukenas.

## Rollenrepertoire (Auswahl)
- Bizet: Micaëla in Carmen
- Dvořák: Titelrolle in Rusalka
- Giordano: Titelrolle in Fedora
- Janáček: Titelrolle in Jenůfa
- Leoncavallo: Nedda in Pagliacci
- Lloyd Webber: Maria Magdalena Jesus Christ Superstar
- Massenet: Sophie in Werther
- Mozart: Donna Anna und Donna Elvira in Don Giovanni
- Mozart: Gräfin Almaviva und Susanna in Le nozze di Figaro
- Poulenc: Elle in La voix humaine
- Prokofjew: Polina in Der Spieler
- Puccini: Musetta und Mimi in La bohème
- Puccini: Titelrolle in Manon Lescaut
- Puccini: Cio-Cio San in Madama Butterfly
- Puccini: Titelrolle in Turandot
- Rameau: Argie in Les Paladins
- Rossini: Titelrolle in Armida
- Sondheim: Johanna Barker in Sweeney Todd
- Strauss: Titelrolle in Salome
- Strauss: Chrysothemis in Elektra
- Tschaikowski: Maria in Mazeppa
- Tschaikowski: Tatjana in Eugene Onegin
- Tschaikowski: Lisa in Pique Dame
- Tschaikowski: Nastasja in Die Zauberin
- Verdi: Leonora in Il trovatore
- Verdi: Violetta in La traviata
- Verdi: Elisabetta in Don Carlos/Don Carlo
- Verdi: Lady Macbeth in Macbeth
- Wagner: Senta in Der fliegende Holländer

## Konzertrepertoire
- Requiem Op. 96 von Mieczysław Weinberg
- Requiem von Andrew Lloyd Webber
- Requiem KV 626 von Wolfgang Amadeus Mozart
- Stabat mater von Giovanni Battista Pergolesi
- Messa da Requiem von Giuseppe Verdi
- 8. Sinfonie von Gustav Mahler
- War Requiem von Benjamin Britten
- Requiem Op. 89 von Antonín Dvořák
- Stabat Mater von Antonín Dvořák
- 14. Sinfonie von Dmitri Schostakowitsch

## Familie
Asmik Grigorian ist die Tochter des armenischen Tenors Gegham Grigorjan (1951–2016) und der litauischen Sopranistin Irena Milkevičiūtė (* 1947), Professorin an der Litauischen Musik- und Theaterakademie. Sie hat drei Halbbrüder – aus der ersten Ehe ihrer Mutter Irvidas Česaitis (* 1971) und aus der zweiten Ehe ihres Vaters den Dirigenten Wardan Grigorjan (* 1992) und Tigran Grigorjan.

## Auszeichnungen
- International Opera Awards 2016 (in der Kategorie junge Sängerin)[19]
- Orden für Verdienste um Litauen, 2018
- International Opera Awards 2019 (in der Kategorie Sängerin)[20]
- Österreichischer Musiktheaterpreis 2019 in der Kategorie Beste weibliche Hauptrolle für Salome bei den Salzburger Festspielen[21]
- Sängerin des Jahres in der Kritikerumfrage der Opernwelt, 2019[22]
- Premios Ópera XXI für die Darstellung der „Rusalka“ am Teatro Real de Madrid, 2022[23]
- Sängerin des Jahres: OPUS KLASSIK, 2023[24]
- Österreichischer Musiktheaterpreis 2024: Großer Preis der Jury[25][26]
- Faustverleihung 2024: Auszeichnung in der Kategorie Beste Sängerdarstellerleistung im Musiktheater[27]

## Diskografie

### CD
- Dmitri Hvorostovsky sings of War, Peace, Love and Sorrow mit Asmik Grigorian als Duettpartnerin in Szenen aus Krieg und Frieden von Sergei Prokofjew und Der Dämon von Anton Rubinstein. Delos, August 2016
- Dissonance: Lieder von Sergei Rachmaninow. Mit Lukas Geniušas, Klavier. Alpha, März 2022

### DVD / BluRay
- Alban Berg: Wozzeck (Asmik Grigorian als Marie), Salzburger Festspiele 2017. Wiener Staatsopernchor, Wiener Philharmoniker, Wladimir Jurowski. Harmonia Mundi, 2018.
- Richard Strauss: Salome (Asmik Grigorian in der Titelrolle, Julian Pregardien, John Daszak, Anna Maria Chiuri, Gabor Bretz), Salzburger Festspiele 2018. Regie: Romeo Castellucci; Wiener Philharmoniker, Franz Welser-Möst. Unitel, 2019.
- Richard Strauss: Elektra (Asmik Grigorian als Chrysothemis, Ausrine Stundyte, Tanja Ariane Baumgartner, Michael Laurenz), Salzburger Festspiele 2020. Regie: Krzysztof Warlikowski; Wiener Philharmoniker, Franz Welser-Möst. Unitel 2021.
- Antonín Dvořák: Rusalka (Asmik Grigorian in der Titelrolle, Eric Cutler, Karita Mattila, Katarina Dalayman). Regie: Christoph Loy; Teatro Real Madrid, Ivor Bolton. CMajor 2021.
- Richard Wagner: Der fliegende Holländer (Georg Zeppenfeld, Asmik Grigorian als Senta, Eric Cutler, John Lundgren, Dmitri Tschernjakow, Oksana Lyniv, Bayreuther Festspiele 2021)[28] Deutsche Grammophon 2022
- Leoš Janáček: Jenůfa. (Asmik Grigorian in der Titelrolle, Royal Opera House Covent Garden, Henrik Nánási). Opus Arte, 2022.
- Fuoco Sacro (Sängerinnen: Ermonela Jaho, Barbara Hannigan und Asmik Grigorian; Regisseur & Produzent: Jan Schmidt-Garre). Naxos 2022.[29]
- Giacomo Puccini – Il Trittico (Alexey Neklyudov, Roman Burdenko, Joshua Guerrero, Karita Mattila, Giulia Semenzato, Franz Welser-Möst, Christof Loy). Unitel 2023.[30]